# Abomination (groupe)
Pour les articles homonymes, voir Abomination.
Abomination est un groupe de death metal et thrash metal américain, originaire de Chicago, Illinois. il est formé en 1987, dissout en 1993, et actif depuis 1999.

## Biographie
Le groupe est formé en 1987 et se composait du batteur Aaron Nickeas, du guitariste Chaz Baker et du bassiste et chanteur Mike Pahl. En 1988, Paul Speckmann, qui faisait alors partie du groupe Funeral Bitch et qui avait déjà travaillé auparavant avec Master et War Cry, a assisté à un concert de ce groupe. Speckmann a été particulièrement impressionné par Nickeas. Après que les deux groupes eurent répété ensemble plus tard dans la nuit, Speckmann et Nickeas décidèrent d'enchaîner très vite, de préférence pendant plusieurs heures. Dans un studio de répétition à Chicago appartenant à Mike Jones, un ami de Nickeas, ils continuent à répéter avec le guitariste d'Impulse Manslaughter, Mike Schäffer. C'est là que sont nées les premières chansons comme Social Outcast et Doomed by the Living. Après l'enregistrement d'une première démo, qui contient entre autres une reprise d'une chanson et qui s'est écoulée à environ 700 exemplaires, les membres décident de quitter tous les autres groupes dans lesquels ils étaient impliqués et de se consacrer à Abomination. Les désormais anciens membres d'Abomination, Baker et Pahl, ont fondé le groupe Funeral Nation avec le guitariste de Funeral Bitch, Alex Olvera. Plus tard dans l'année, Schäffer est remplacé par Dean Chioles, un ami de Nickeas.
S'ensuivent les répétitions de la deuxième démo, qui sort en 1989 sous forme d'éponyme. De plus, le groupe multiplia les concerts, se produisant entre autres avec Cro-Mags, Death, Sacred Reich, Atrophy, Broken Bones, Indestroy et Killjoy. Au printemps 1989, il part en tournée en Amérique du Nord avec Burnt Offering. Après avoir refusé des offres de Peaceville Records et Roadracer Records, le groupe signe un contrat d'enregistrement avec Nuclear Blast fin 1989. Le contrat est conclu grâce à Speckmann, qui avait rencontré un vieil ami nommé Joe Caper de Righteous Pigs. Speckmann avait remis la première démo à Caper, après quoi Caper, Mitch Harris et une autre personne nommée Slatko avaient réussi à convaincre le label. Le premier album est ensuite enregistré dans les studios DKP à Villa Park, Illinois, avec le producteur Bob Pucci. La sortie de l'album éponyme a lieu début 1990. Cet album permet d'accroître la notoriété du groupe, surtout celle de Speckmann. Le deuxième album, Tragedy Strikes, suit en 1991, avant la dissolution du groupe en 1993. Le groupe se reforme en 1999. La même année, l'EP Final War, sort. Au début de l'année, le groupe entreprend une tournée à travers les États-Unis, comprenant 24 concerts. À cette occasion, il y eut parfois une certaine confusion, car Speckmann se produisait aussi bien avec Abomination qu'avec Master, les deux groupes étant composés des mêmes membres. Speckmann se produisit également en 2000 avec deux groupes de la même formation, dont les styles ne diffèrent que partiellement : Krabathor et Martyr.
En novembre 2011 sort la compilation Abomination / Tragedy Strikes, composée des deux premiers albums, de l'EP de 1999 et de rares démos enregistrées en 1987 et 1988. En 2011, le groupe effectue également une petite tournée en Europe. Depuis 2011, le groupe n'a qu'une activité sporadique où il reste inactif pendant des années et ne donne que des concerts occasionnels. Au lieu de cela, Speckmann est généralement actif avec Master. L'album live Suicidal Dreams - Official Live Bootleg sort en 2017 via Metal Bastard Enterprises, suivi l'année suivante par l'EP live Live in Germany sous le même label.

## Style musical
Lors d'une interview avec Jakob de Metal.de, Speckmann indique qu'il préférait écrire des textes de critique politique et sociale plutôt que sur Satan. Déjà en 1990, lors d'une interview avec Markus Müller du magazine Deadline, il avait mentionné les thèmes de la religion, de la vie/mort et de la guerre. Musicalement, il a été influencé par Black Sabbath, Motörhead, Venom, Slayer, GBH, Minor Threat et Discharge, entre autres. En 1990, le Blast Off! cite Motörhead et Cro-Mags. Speckmann explique dans une interview avec Robex Lundgren de ghgumman.blogg.se qu'au début, les chansons étaient écrites séparément par lui et Schäffer. Après l'arrivée de Chioles, ce dernier a également coécrit des chansons, mais à long terme, il a effectué 90 % du travail. Il a lui-même classé Abomination dans le death et le thrash metal. En 1990, il avait qualifié son style de « thrash technique ».
Selon Matthias Herr dans Matthias Herr's Heavy Metal Lexicon Vol. 2, Abomination était encore un groupe de punk hardcore avant de se consacrer à un mélange de death et de thrash metal après l'arrivée de Speckmann. Après l'arrivée de Chioles, ce dernier a été responsable de l'écriture des chansons. Le premier album propose un thrash metal puissant avec un chant agressif qui rappelle le passé de death metal de Speckmann. Jon Kristiansen a écrit dans Metalion : The Slayer Mag Diaries à propos de la première démo que l'on y entendait du death metal agressif, avec des similitudes sonores avec Master ou Deathstrike. Lorsque Martin Wickler du Metal Hammer lui a demandé pourquoi il dirigeait deux groupes avec la même formation, Speckmann s'est justifié en disant que les chansons de Master étaient plutôt intransigeantes, droites et simples « avec des riffs punk parfois simples », tandis qu'Abomination était plus varié et plus rapide. De plus, son chant n'était pas aussi « sale et agressif ».

## Discographie
- 1988 : Demo 1 (démo, auto-produite)
- 1989 : Abomination (démo, auto-produite)
- 1990 : Master / Abomination (split avec Master, Nuclear Blast)
- 1990 : Abomination (album, Nuclear Blast)
- 1991 : Tragedy Strikes (album, Nuclear Blast)
- 1999 : The Final War (EP, Metal Age Recordings)
- 1999 : Curses of the Deadly Sin (compilation, Metal Age Recordings)
- 2011 : Abomination / Tragedy Strikes (compilation, Nuclear Blast)
- 2012 : Demos (compilation, Doomentia Records)
- 2017 : Suicidal Dreams - Official Live Bootleg (album live, Metal Bastard Enterprises)
- 2018 : Live in Germany (EP live, Metal Bastard Enterprises)